# Chalo Chatu
Chalo Chatu je besplatna internetska enciklopedija o Zambiji na engleskom jeziku. Nastala je 2016. godine kao projekt Jasona Mulikite, koji se bavi dokumentarnim filmom i temama vezanim uz Zambiju te pokušava očuvati povijest i nacionalni duh te zemlje. Stranica pokriva povijesne i aktualne događaje, značajne javne osobe, tvrtke, organizacije, web stranice, nacionalne spomenike i druge značajne ključne značajke Zambije. Koristi wiki-softver MediaWiki za održavanje baze podataka koju su izradili korisnici. Sadržaj stranice je pod licencom Creative Commons (CC BY-SA 3.0), što znači da je besplatno dostupan javnosti, ali se ne može koristiti u komercijalne svrhe te ga ne bi trebale mijenjati osobe koje nisu dio zajednice koja na njemu radi.

## Vanjske poveznice
- Službena stranica